# Cerco de Bucara
O cerco de Bucara ocorreu em fevereiro de 1220, durante a invasão mongol ao Império Corásmio. Gengis Khan, governante do Império Mongol, lançou um ataque multifacetado ao Império Corásmio governado pelo Xá Muhammad II. Enquanto o Xá planejava defender suas principais cidades individualmente, os mongóis sitiaram a cidade fronteiriça de Otrar e adentraram ainda mais no império.
A cidade de Bucara era um importante centro de comércio e cultura no Império Corásmio, mas estava localizada longe da fronteira com o Império Mongol, e por isso o Xá alocou menos de 20 mil soldados para defendê-la. Uma força mongol, estimada entre 30 e 50 mil homens e comandada pelo próprio Gengis Khan, atravessou o deserto de Kyzyl Kum, anteriormente considerado intransponível para grandes exércitos. Os defensores de Bucara foram pegos de surpresa e, após uma surtida fracassada, a cidade periférica se rendeu três dias depois, em 10 de fevereiro. Os legalistas de Corásmio continuaram a defender a cidadela por menos de duas semanas, antes de ela ser violada e tomada.
O exército mongol matou todos na cidadela e escravizou a maior parte da população da cidade. Os mongóis se apropriaram do trabalho de artesãos e manufatureiros qualificados, recrutando outros habitantes para seus exércitos. Embora Bucara tenha sido consumida pelo fogo, a destruição foi relativamente moderada em comparação com outros lugares atacados pelos mongóis; em pouco tempo a cidade voltou a ser um centro cultural e comercial, e prosperou muito com a Pax Mongolica.